# Cauconi
I Cauconi furono una tribù autoctona dell'Anatolia (attuale Turchia).

## Descrizione
Secondo Erodoto ed altri scrittori classici, furono sciolti o assorbiti dagli immigranti Bitini, i quali erano un gruppo di clan provenienti dalla Tracia che parlava una lingua indoeuropea. I Traci Bitini espulsero o sottomisero anche i Misi ed altre tribù minori. Solo i Mariandini mantennero un'indipendenza culturale, a nord-est di quella che divenne poi la Bitinia.
I Cauconi fecero una breve apparizione nel libro X dell'Iliade, quando il troiano Dolone elenca l'elenco di alleati di Troia, descrivendone la posizione come in una lezione di geografia:
C'è anche un breve accenno nell'Odissea. Nel libro III Atena, avendo assunto le sembianze di Mentore, dice a Nestore a Pylus: "Mi troverò nella stiva della nave questa sera, e la mattina andrò dai Cauconi, dove ho un vecchio debito da riscuotere, non un piccolo ammontare".  Al tempo di Strabone il nome non esisteva più: "ora non si trovano da nessuna parte, nonostante in passato fossero insediati in numerosi posti". Il tipo di lingua parlato dagli illetterati Cauconi è sconosciuto, e gli attuali linguisti hanno idee contrapposte al riguardo. 
I Cauconi non vanno confusi con i Ciconi (anch'essi citati nei poemi omerici come alleati di Troia) i quali erano una tribù trace stanziata sulla costa meridionale della Tracia.